# Don Airey
Donald Smith "Don" Airey (Sunderland, Anglia, 1948. június 21. –) zenész, a Deep Purple együttes billentyűse Jon Lord 2002-es távozása óta. Munkássága során  együtt zenélt a következő előadókkal és együttesekkel: Gary Moore, Ozzy Osbourne, Judas Priest, Black Sabbath, Jethro Tull, Whitesnake, Colosseum II, Sinner, Michael Schenker, Uli Jon Roth, Rainbow, Divlje jagode és Living Loud. Szintén együtt dolgozott Andrew Lloyd Webberrel is. Régi barátjával és zenésztársával, Gary Moore-ral 2006-os, Old New Ballads Blues című albumán dolgoztak együtt utoljára.